# Yongxi Cui
Yongxi Cui (en chinois : 崔永熙), né le 28 mai 2003 à Yulin en Chine, est un joueur chinois de basket-ball évoluant au poste d'ailier et mesurant 2,00 m.

## Biographie
Mi-septembre 2024, il s'engage avec les Nets de Brooklyn via un contrat two-way. Cui est licencié par les Nets mi-décembre.

## Palmarès et distinctions personnelles
- 2× All-CBA Domestic Second-Team (2023, 2024)
- CBA Rookie of the Year (2023)
- CBA All-Star Rookie Challenge MVP (2023)